# District d'Orakzai
Le district d'Orakzai (en ourdou : ضِلع اورکزئ) est une subdivision administrative de la province de Khyber Pakhtunkhwa au Pakistan. Il était intégré aux régions tribales jusqu'à leur fusion avec la province en 2018 et était jusqu'alors appelé agence d'Orakzai.
Orakzai est une région montagneuse et détient deux capitales administratives, Kalaya et Ghiljo. La population essentiellement constituée de tribus pachtounes compte près de 390 000 habitants en 2023. La zone est quasiment exclusivement rurale et peu développée.
Proche de l'Afghanistan, Orakzai est la seule région tribale à ne pas posséder de frontière directe avec ce pays. C'est un fief de divers groupes islamistes dont les talibans pakistanais, contre lesquels l'armée pakistanaise a lancé une opération militaire en 2010.

## Histoire

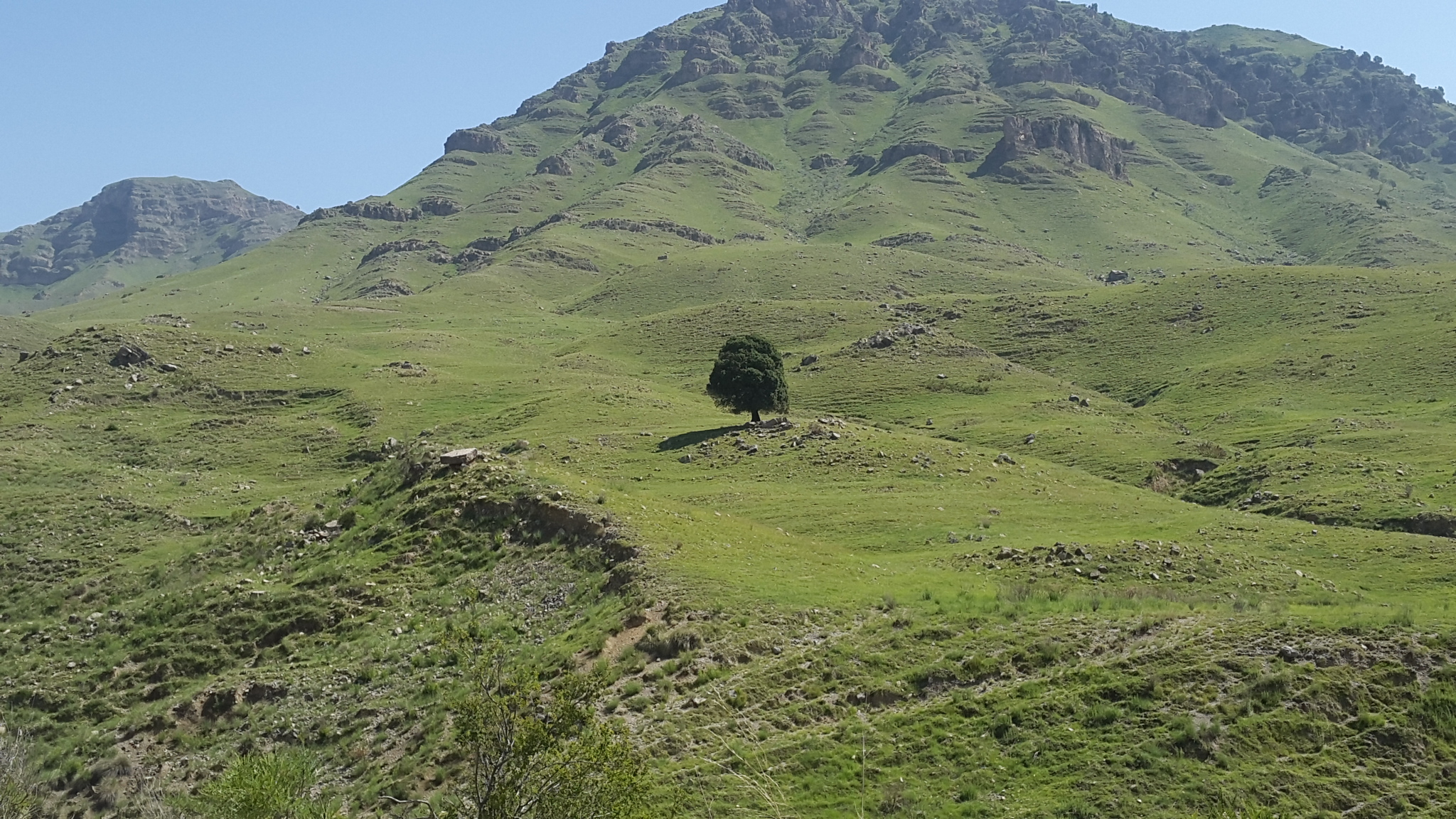
Paysage d'Orakzai.

Orakzai a été sous la domination de plusieurs puissances au cours de l'histoire, notamment l'Empire timouride puis l'Empire moghol. Assimilé en 1858 au Raj britannique, Orakzai est une région tribale proche de l'Afghanistan et de Peshawar.
En 1947, Orakzai est intégré au Pakistan à la suite de la partition des Indes, bien que la zone ait longtemps soutenu le mouvement Khudai Khidmatgar qui s'était opposé au mouvement pour le Pakistan. L'agence de Orakzai est créée en 1973 par le Premier ministre Zulfikar Ali Bhutto. 
À l'instar du reste des régions tribales, Orakzai est difficilement contrôlé par le pouvoir pakistanais et nourrit un sentiment de défiance envers les autorités. Le régime juridique en place laisse d'un côté une autonomie aux assemblées tribales qui dominent Orakzai, mais les habitants sont privés de nombreux droits dont bénéficient les autres Pakistanais et la zone est directement administrée par le pouvoir central. 
Ce régime juridique est officiellement aboli en mai 2018 et Orakzai est intégré à la province voisine de Khyber Pakhtunkhwa, devenant ainsi un district. Cette décision longtemps demandée par la population est saluée alors que les habitants espèrent le développement de la région et l'accès à des services publics de base.

## Insurrection talibane

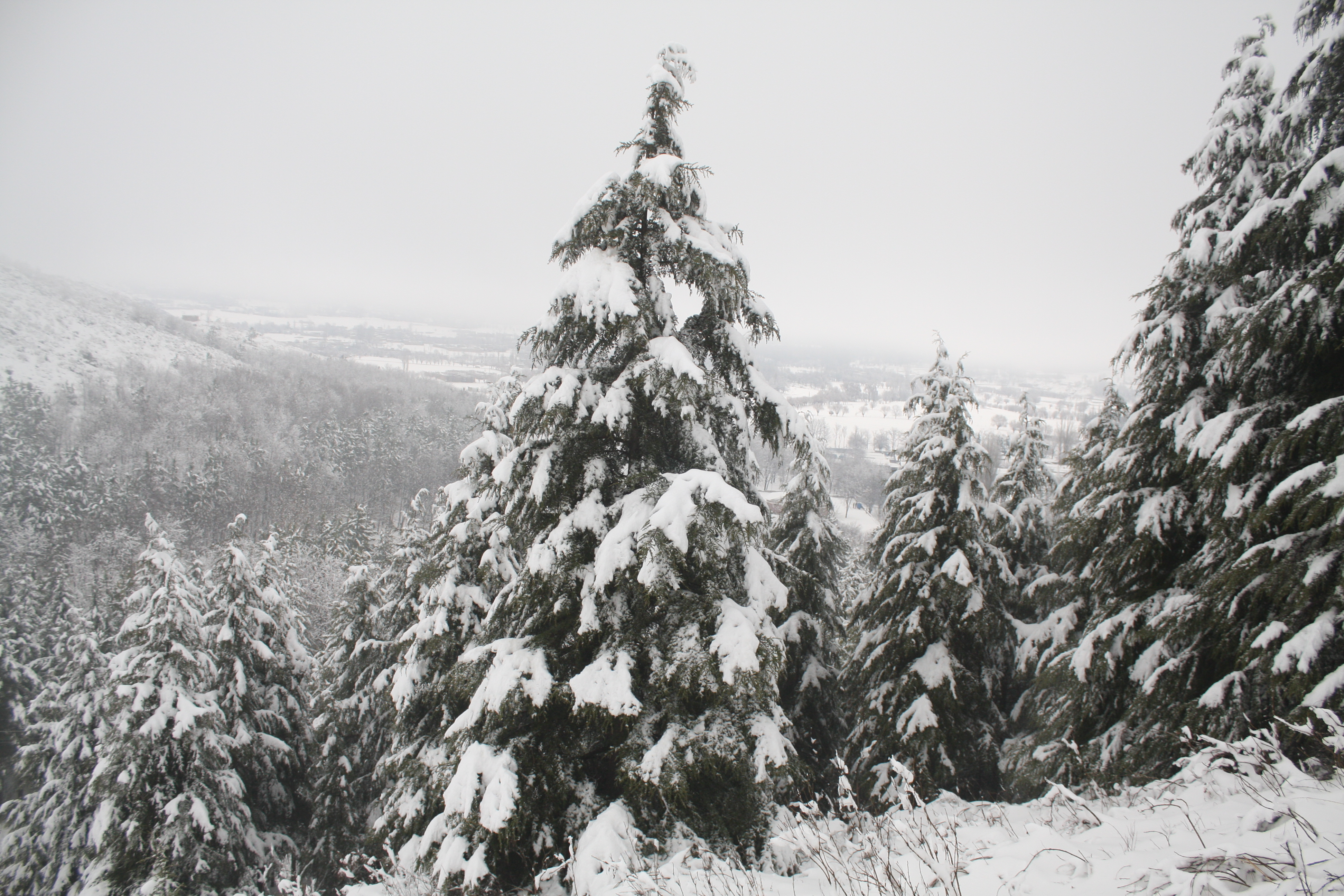
Le district en hiver.

Passage entre l'Afghanistan et le reste de la province, Orakzai est l'un des principaux fiefs des talibans pakistanais, et accueille aussi des combattants islamistes étrangers, concentrés dans la partie ouest de l'agence surtout. En mars 2010, l'armée pakistanaise lance l'offensive d'Orakzai dans le but de déloger les insurgés, dans le cadre plus large de l'insurrection islamiste débutée en 2004. En trois mois, les combats auraient fait au moins 2 000 morts. L'armée a d'abord repris le contrôle de la partie basse à l'ouest de l'agence, avant de remonter dans le centre-ouest et le nord-ouest.

## Démographie
Lors du recensement de 1998, la population de l'agence a été évaluée à 225 441 personnes, uniquement ruraux. Le recensement suivant mené en 2017 pointe une population de 254 356 habitants, soit une croissance annuelle de 0,6 %, bien inférieure aux moyennes provinciale et nationale de 2,9 % et 2,4 % respectivement.
D'après le recensement de 2023, la population atteint 387 561 habitants. Avec une croissance annuelle de 7 %, c'est l'un des districts avec la plus forte progression de population. Signe de la vitalité démographique d'Orakzai, 19,2 % de la population est âgée de moins de cinq ans, contre 15,6 % pour la province et 15,2 % pour le pays.
La population du district est majoritairement d'ethnie pachtoune et la langue la plus parlée est le pachto, à hauteur de 99,9 % des habitants en 2023, comme pour la plupart de la province. La population se rassemble en tribus, dont la plus importante a donné son nom au district : les Orakzais.
Plus de 99 % des habitants du district sont musulmans en 2023, parmi lesquels une petite minorité chiite. On compte seulement 30 hindous et 719 chrétiens. 

## Administration

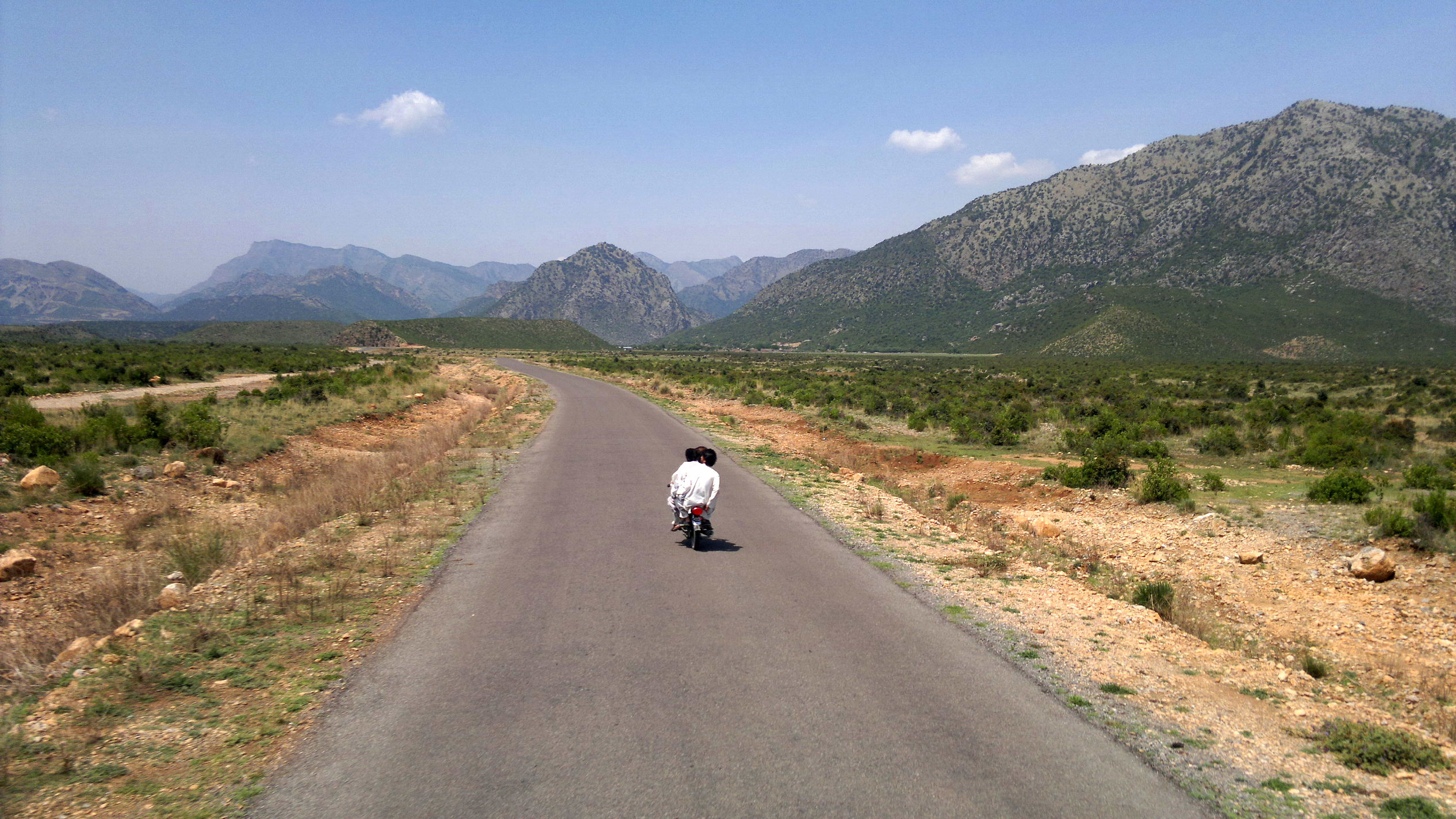
Route menant à Kalaya.

Le district est divisé en quatre tehsils ainsi que 46 Union Councils. Le district compte deux capitales administratives : Kalaya pour le Bas-Orakzai et Ghiljo pour le Haut-Orakzai.
| Tehsil         | Population (rec. 2023) |
| -------------- | ---------------------- |
| Orakzai-Centre | 92 819                 |
| Haut-Orakzai   | 129 470                |
| Bas-Orakzai    | 125 944                |
| Ismail Zai     | 39 328                 |

## Éducation

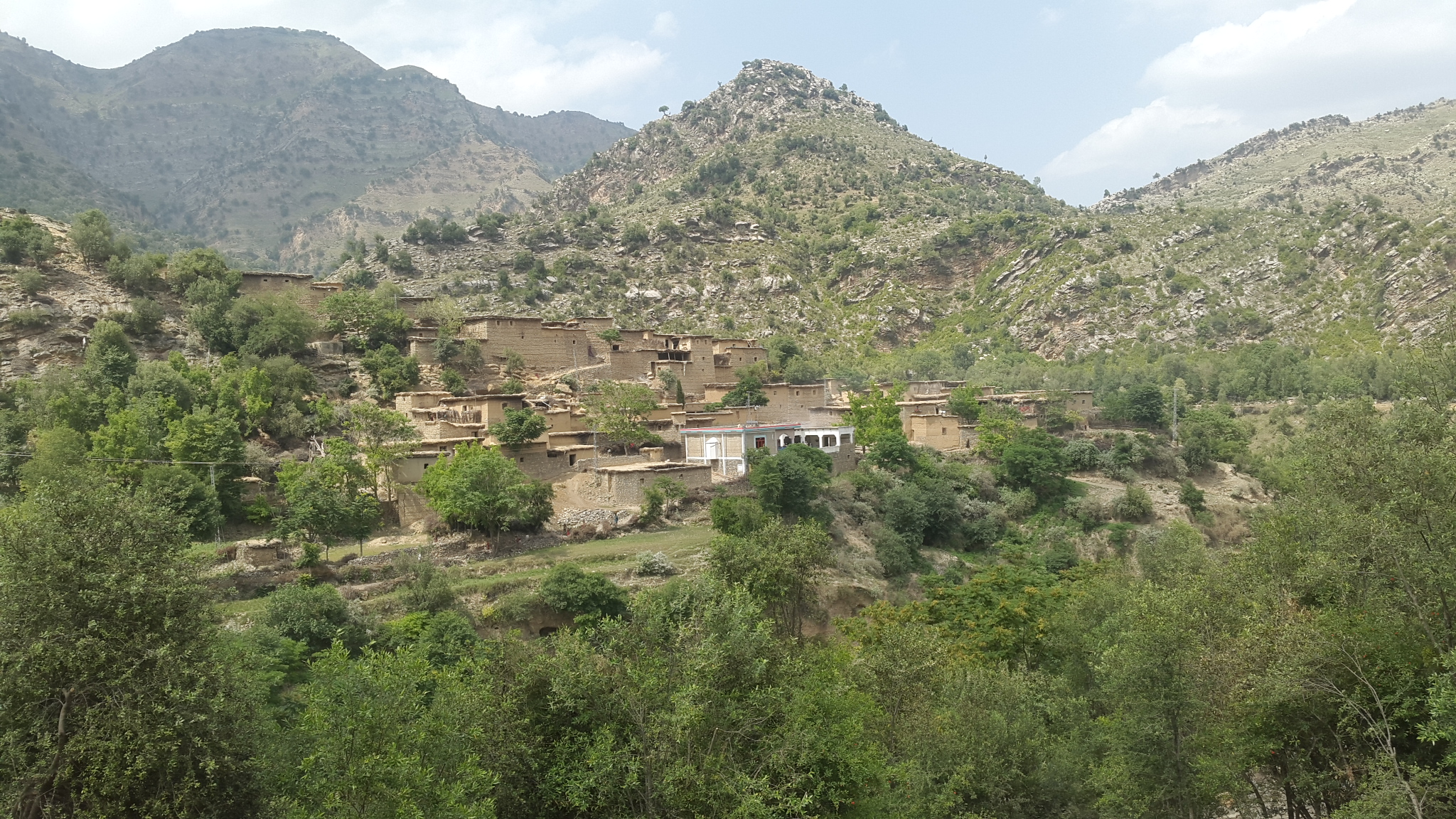
Un village d'Orakzai.

Il y a environ 438 établissements scolaires dans l'agence en 2010, scolarisant environ 36 500 personnes, dont environ 24 200 garçons et 12 300 filles. Seuls 27 % des enfants du district sont scolarisés en 2007 et le taux d'alphabétisation dépasse à peine les 17 %, et présente surtout une forte inégalité de sexes : 30 % pour les hommes contre 3 % pour les femmes. 
Selon le recensement de 2023, l'alphabétisation progresse à 34 %, dont 51 % pour les hommes et 15 % pour les femmes. En 2017, 61 % des enfants de 10 à 14 ans sont scolarisés, dont 84 % des garçons et seulement 36 % des filles. 
Selon un classement national sur la qualité de l'éducation, le district se trouve parmi les moins bien dotés du pays, avec une note de 50 sur 100 et une égalité entre filles et garçons de 63 %. Il est classé 103e sur 141 districts au niveau des résultats scolaires et 125e sur 155 au niveau de la qualité des infrastructures des établissements du primaire.
Selon un rapport des autorités locales, les talibans auraient détruit au moins 43 établissements scolaires de filles ou de garçons, dont des écoles primaires, des collèges et des lycées. Environ 9 000 élèves, soit environ un quart de l'effectif total des élèves de l'agence, ont ainsi été privés d'éducation. Les destructions sont inégalement réparties dans l'agence, certaines zones ayant perdu pratiquement toutes leurs écoles.

## Économie

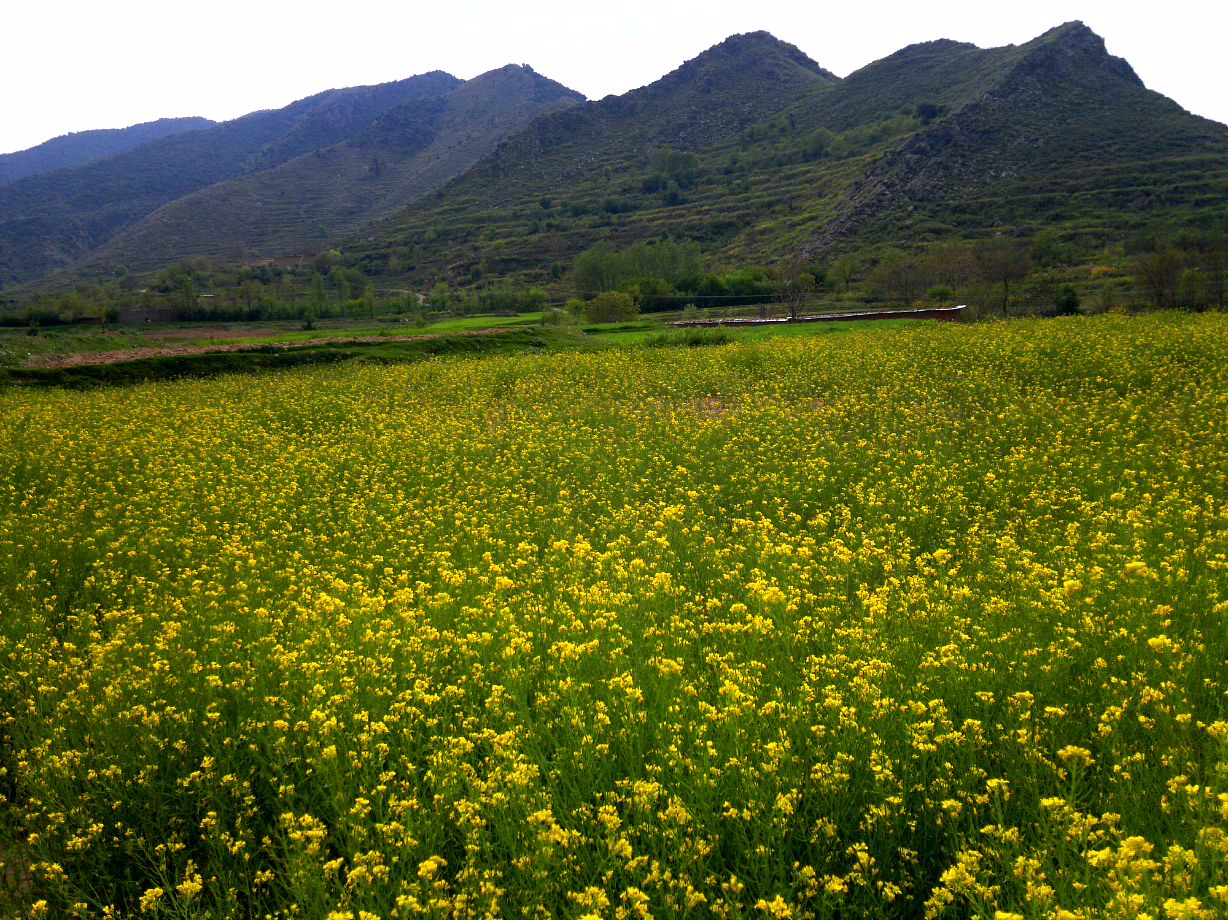
Champ de moutarde.

Le district d'Orakzai est pauvre, très reculé, peu doté en infrastructures et services publics. La population souffre notamment de malnutrition, de maladies et de manque d'accès à l'eau. Le principal moyen de subsistance des habitants est l'agriculture et l’élevage alors que les paysans disposent surtout de petites surfaces, souvent inférieures à deux hectares. À Orakzai, environ 42 % des foyers reçoivent de l'argent de membres de leur famille travaillant ailleurs dans le pays (28 %) ou à l'étranger (14 %) en 2007. 
À la suite de l'intégration de Orakzai à la province de Khyber Pakhtunkhwa en 2018, la population espère une hausse des investissements publics. En 2019, le gouvernement annonce un plan de dix ans pour développer les infrastructures, notamment dans le but de permettre un accès au réseau téléphonique.

## Politique
À la suite de la réforme électorale de 2018, le district est représenté par la circonscription no 47 à l'Assemblée nationale. Quand il était intégré aux régions tribales avant 2018, les candidats aux élections étaient interdits de se présenter sous l'étiquette d'un parti politique sous l'effet du régime dérogatoire au droit commun alors en vigueur. 
Lors des élections législatives de 2018, le district ne compte pas encore de circonscription à l'Assemblée provinciale de Khyber Pakhtunkhwa, malgré son intégration récente à cette dernière province. Par ailleurs, le Mouvement du Pakistan pour la justice remporte le siège en jeu lors de ce scrutin.  
| Parti                                      | Voix   | %       | Élus nationaux |
| ------------------------------------------ | ------ | ------- | -------------- |
| Mouvement du Pakistan pour la justice      | 11 523 | 21,00 % | 1              |
| Muttahida Majlis-e-Amal                    | 6 988  | 12,73 % | 0              |
| Mutahidda Qabail Party                     | 5 535  | 10,08 % | 0              |
| Parti du peuple pakistanais                | 2 005  | 3,65 %  | 0              |
| Autres partis                              | 1 139  | 2,08 %  | 0              |
| Indépendants                               | 27 688 | 50,45 % | 0              |
| Total exprimés (participation : 32,87 %)   | 54 878 | 100 %   | 1              |
| Source : Commission électorale du Pakistan |        |         |                |